# Èol (fill d'Hípotes)

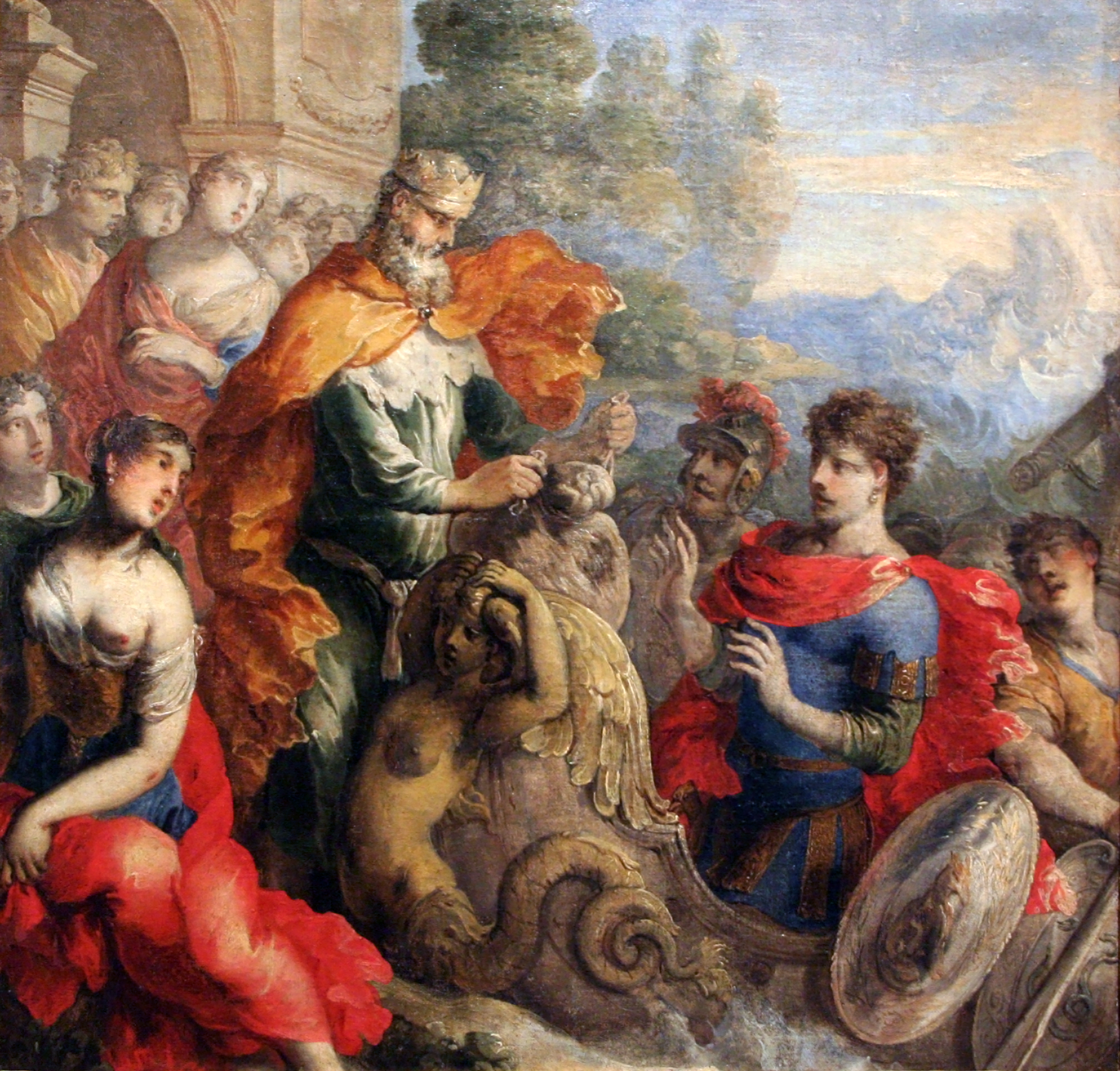
Oli en llenç d'Isaac Moillon (1614-1673): Èol lliura els vents a Ulisses(Éole donnant els vents à Ulysse). Museu de Tessé.

Èol (en grec antic Αἴολος), en la mitologia grega, va ser un heroi, fill d'Hípotes que, segons compte Diodor Sicília a la seva Biblioteca històrica, era fill de Mimante, un dels fills de l'Èol Hel·lèni. Altres fonts apunten que era fill de Posidó i d'Arne, o de Melanipe, segons altres genealogies. Era net d'Èol fill d'Hel·len. Melanipe (o Arne) va tenir dos bessons de Posidó, Èol i Beot.
Èol és representat empunyant un ceptre com símbol de la seva autoritat i rodejat de turbulents remolins, els Vents, cadascun dels quals era un déu. Del nom d'Èol ha sorgit l'adjectiu eòlic/-a: parcs eòlics, l'energia eòlica, els aerogeneradors: molins eòlics, etc.

## Biografia
En una part de l'obra de Diodor que sembla barrejar dades del segon i del tercer Èol, es narra com, en arribar a l'illa de Lípara, on regnava el rei Líparos, va ajudar a aquest a apoderar-se de la zona de Sorrento mentre ell es va casar amb la filla del rei, Cíane, i es va convertir en rei de l'illa. Era piadós, just i amable amb els estrangers, va ensenyar als navegants el maneig de les veles i es deia que era capaç de predir els vents. En aquest passatge s'esmenten sis fills d'Èol: Agatirn, Astíoc, Androcles, Iocast, Feremón i Xutos; també es diu que va tenir sis filles, però no les esmenta. L'autor ens aclareix que la mare d'aquest Èol era Melanipa.
Segons l'Odissea, aquest Èol, Senyor dels Vents, vivia a l'illa flotant d'Eòlia, amb els seus sis fills i les seves sis filles, que s'havien casat entre si. Zeus li havia donat el poder de controlar els vents; Èol els tenia tancats i els governava amb un domini absolut, capturant-los o alliberant-los al seu antull. Va tractar d'ajudar a Odisseu, que ho va visitar en retornar a Ítaca. Èol ho va tractar molt bé, i li va donar un vent favorable, a més d'un odre que contenia tots els vents i que havia de ser utilitzat amb cura. No obstant això, la tripulació d'Odisseu va creure que la bossa contenia or i la va obrir, provocant greus tempestats. La nau va acabar tornant a les costes d'Eòlia, però Èol es va negar a ajudar-los de nou. Èol és representat empunyant un ceptre com a símbol de la seva autoritat, i envoltat de turbulents remolins, els Vents, cadascun dels quals era un déu.
En un escoli de l'Odissea ens nomena als seus fills: Androcles, Crisp, Iocast, Falacro, Feremón i Xutos; i també les seves filles: Eole, Asticratía, Dia, Hefèstia, Ifte i Peribea. En aquesta font l'esposa d'Èol és denominada com Telepora or Telepatra, filla de Lestrigó. Parteni de Nicea recorda la trobada amorosa entre Odisseu i la filla d'Èol, Polimela; es diu que aquesta última va acabar compromesa amb el seu propi germà Diores.Segons Diodor Sicília Làpites, fill d'Èol Hipótada, va ser pare de Lesbo, epònim de l'illa de Lesbos.
Tzetzes ens diu que Èol, com a rei de Lípara i senyor dels vents, va tenir els següents fills: Perifant, Agènor, Euquenor, Clímen, Xutos i Macareu; també cita a les Eòlides: Climen, Calitia, Eurígone, Lisídice, Cànace i una última filla innominada. Èol va unir en matrimoni als seus fills amb les seves filles per a preservar la concòrdia i l'afecte entre ells.